# Таня Карішик
Таня Карішик (23 липня 1991 р., Сараєво, Югославія) — гірськолижниця та біатлоністка з Боснії та Герцеговини
Срібний призер етапу Кубка IBU 2010 року з біатлону.

## Біографія
Таня Карішик народилась в Сараєво 23 липня 1991 року. З 2005 року вона є членом національної збірної своєї країни. Вона дебютувала в юніорському Кубку Європи з біатлону, який згодом став Кубком IBUУ.
Її кар'єра закінчилася змаганнями на дистанції 5 кілометрів у Боснії і Герцеговині у 2009 році.
Її чоловік — Неманья Кошарач, також боснійський біатлоніст.

## Спортивна кар'єра
У 2007 році вона брала участь у своєму першому чемпіонаті світу серед юніорів і була 52-м у спринті. У міжнародних змаганнях брати участь розпочала з 2009 року. Найкращий результат у гоночній серії на сьогоднішній день — 14-е місце, яке вона зайняла в Осрблі. Вона змагалася зі своєю першою гонкою на Кубку світу з біатлону в Оберхофі в 2010 році і фінішувала 90-ю у спринтерській гонці. В Антхольці вона покращила свій найкращий результат до 88-го місця у спринті, чого також досягла у спринті зимових Олімпійських ігор 2010 року у Ванкувері. Вона не закінчила свою другу гонку, індивідуальну. На іграх вона була єдиною біатлоністкою в Боснії. Вище 88-го місця Карішик на етапах кубка світу з біатлону не піднімалась. На літніх стартах біатлонистка виступає успешніше. Так, в 2010 році Таня Карішик зайняла друге місце на етапі Кубка IBU з крос-біатлону у словацькому Брезно-Осрблі. Вона брала участь Зимових Олімпійських іграх 2010 у Ванкувері і Зимових Олімпійських іграх 2018 у Пхенчхані. У Ванкувері спортсменка на дистанції 10 кілометрів фінішувала 72-ю, а в 2018 році була 65-а.